# Sports Illustrated Stadium
El Sports Illustrated Stadium, también conocido como Red Bull Arena o Harrison Arena es un estadio multipropósito, campo de los New York Red Bulls de la Major League Soccer. Se encuentra en Harrison, Nueva Jersey, Estados Unidos y fue programado inicialmente para ser terminado en la temporada 2008 de la MLS, pero debido a varios retrasos en su construcción se inauguró en 2010.

## Características
El estadio tiene una capacidad para 25 189 espectadores, por lo que es el segundo estadio específico para fútbol de mayor capacidad del país, luego del StubHub Center de Los Ángeles. Cuenta con un techo ondulado translúcido de estilo europeo, que cubre la totalidad de los asientos en el estadio, pero no el campo de juego. El estadio será accesible por medio de transporte público en la parada del Path tren en Harrison.
El proyecto de construcción tuvo retrasos. El plan original, anunciado el 1 de julio de 2004, fue trasladar el MetroStars de su sede en Giants Stadium en el comienzo de la temporada 2006. Las negociaciones entre la MLS y el estado de Nueva Jersey se prolongaron hasta un acuerdo que se anunció el 5 de agosto de 2005, para que el MetroStars jugara allí durante la temporada 2007. La limpieza ambiental de la tierra en la zona forzó otra demora. Debido a los retrasos en la limpieza de residuos industriales en el estadio, Red Bull anunció que el Red Bull Park podría retrasarse para la temporada 2009. Marc de Grandpre, directivo de los New York Red Bulls, dijo que durante la excavación de los terrenos, los equipos de construcción llegaron a encontrar "algunos residuos industriales y múltiples fundiciones, que han hecho que la limpieza del lugar tome más tiempo de lo esperado." 
Como parte de la operación de compra del MetroStars, Red Bull compró los derechos de denominación del estadio y este fue oficialmente nombrado Red Bull Arena.
El estado fue inaugurado el 20 de marzo de 2010, con un partido amistoso en el que los Red Bulls jugaron contra el club brasileño Santos FC. El primer partido oficial de los Red Bulls en su nuevo estadio fue contra el Chicago Fire, abriendo la temporada 2010 de la MLS el 27 de marzo. Joel Lindpere se convirtió en el primer jugador que marca un gol en el Red Bull Arena.
El 13 de diciembre de 2024 el estadio fue rebautizado como Sports Illustrated Stadium después de que Red Bull y Sports Illustrated Tickets firmaran un convenio de colaboración que tendrá una duración de 13 años.